# Мејден (Северна Каролина)
Мејден (енгл. Maiden) град је у америчкој савезној држави Северна Каролина.

## Демографија
По попису из 2010. године број становника је 3.310, што је 28 (0,9%) становника више него 2000. године.
| Група             | 2000.         | 2010.         |
| Белци             | 2.549 (77,7%) | 2.653 (80,2%) |
| Афроамериканци    | 483 (14,7%)   | 374 (11,3%)   |
| Азијати           | 27 (0,8%)     | 42 (1,3%)     |
| Хиспаноамериканци | 188 (5,7%)    | 205 (6,2%)    |
| Укупно            | 3.282         | 3.310         |